# Arabii și musulmanii în mass-media americană
Atentatele din 11 septembrie 2001 au reprezentat baza pe care s-au clădit ura și discriminarea împotriva arabilor și a musulmanilor din Statele Unite ale Americii. Imediat după incident, crimele și atacurile împotriva musulmanilor au crescut dramatic   ceea ce lasă de înțeles că mare parte a comunității Americane poartă resentimente puternice față de cei ce aderă la Islam. Sondajele din 2002 arătau o opinie publică pozitivă cu privire la musulmani, dar în 2003 acest lucru s-a schimbat brusc, și mai mulți de 44% dintre americani considerau Islamul că fiind o religie ce promovează violență.  

## Factori ce au dus la radicalizarea opiniei publice cu privire la arabi și musulmani
Este un lucru general acceptat că mass media joacă un rol major în răspândirea informației. Iar această informație, la rândul ei face posibilă crearea unei opinii publice vis a vis de un anumit subiect. Walter Lipman consideră că informația pe care o primim este de “mâna a doua”,  în sensul că există filtre care aleg, sortează și oferă informația, fără că audiența să aibă acces la sursă. Astfel că neavând un contact direct cu originea știrii citite sau auzite, cetățeanul de rând își va construi bagajul de cunoștințe și emoții pe baza unei informații de mâna a două. Chiar și atunci când vede incidentul cu proprii săi ochi, individul continuă să își pună încrederea în mass media pentru explicarea evenimentului la care el a asistat personal.   Informația transmisă de mass media va fi cu atât mai mult asimilitata cu cât publicul țintă este mai vulnerabil din punct de vedere emoțional. Atacurile teroriste din 2001 i-au lăsat pe americani vulnerabili și speriați, iar această teamă a fost accentuată profund de către melodrama pusă în scenă pe aproape fiecare post de televiziune. În ceea ce părea a fi o piesă de teatru, Statele Unite reprezentau individul onest și nobil ce avea de înfruntat o mare amenințare ce se ascundea pretutindeni. În urmă unei analize a știrilor difuzate pe postul de televiziune american Fox News, Elisabeth Anker a afirmat că“Melodrama a definit America drept mântuitorul eroic cu un mandat să acționeze din cauza unei răni cauzate de un răufăcător.”  
În perioada imediat următoare atacurilor, Osama bin Laden și mesajul sau de ura împotriva americii au primit mai multă difuzare în mass media decât președintele G.W. Bush.   Pippa Norris, Montague Kern, și Marion Just au realizat faptul că există o corelație între numărul știrilor despre terorism, publicate la televiziunea americană, și opinia publică ce plasează terorismul drept cea mai importantă problema a țării. Cei trei sunt de părere că doar percepția asupra pericolului s-a schimbat și nu pericolul în sine, concluzionând că informația furnizată de televiziune a creat o falsă impresie de pericol iminent. 

## Instalarea fricii
Drept rezultat al propagandei de nivel național despre Osama bin Laden, terorism și Islam, oamenii au ajuns să considere cei trei termeni că fiind sinonime. Astfel că Islamul a devenit religia teroriștilor și un instrument ce încurajează și răspândește violență. În martie 2002, aproximativ 25% dintre americani erau de părere că Islamul, mai mult decât oricare altă religie, încurajează violența. Cifra a crescut dramatic, iar in iunie 2003, 44% dintre americani erau de părere că Islamul, mai mult decât oricare altă religie, încurajează violența.   Iar în 2014 cifra a crescut la 50%. În ceea ce privește pericolul extremismul islamic în SUA , 53% din populația Statelor Unite este de părere că acesta este ceva îngrijorător.  
Așadar, mai mult decât orice alt grup minoritar sau organizație din SUA, musulmanii au devenit cei criticați și suspectați, de televiziune și oamenii de rând, ca fiind cei mai probabili să cauzeze dezordine și violență.

## Statistici
Pe site-ul oficial al FBI există o statistică ce prezintă o lista cu toate atentatele teroriste ce au avut loc în America din anii 1980 până în 2005.  Din acea listase poate vedea extrem de clar că atacurile teroriste comise de musulmani reprezinte un număr extrem de mic din totalul atacurilor. Cetățenii latino americani au fost responsabili de 42% dintre atacuri, urmați de către partizanii grupurilor de extremă stânga cu 24%, 16% dintre atacuri au fost comise de indivizi neafiliați la vreo organizație, evreii extremiști au comis 7% dintre atacuri, iar musulmanii extremiști au fost responsabili doar de 6% dintre aceste atacuri.Cu toate acestea, sondajele de opinie arată o teamă crescândă a americanilor față de musulmani și islam, total nejustificată dacă este să ne uităm la cifrele de mai sus. Exact așa cum Al Qaeda a comis acte de violență în numele islamului, la fel au făcut-o și evreii extremiști în numele iudaismului. Universitatea Duke a publicat un raport în 2010 în care a afirmat că “pericolul terorist reprezentat de către musulmanii-americani radicalizați a fost exagerat.”  
Iar cifrele sprijină acest lucru. Mai mult de 90% dintre atacuri au fost comise de către nemusulmani.
Raport RAND a arătat că doar 46 de musulmani au devenit radicali din 2001 până în 2009, iar în majoritatea cazurilor, cei deveniți radicali au făcut-o din proprie convingere, fără să fie afiliați la vreo organizație sau recrutați. 